# Gil Stauffer SL
Gil Stauffer SL es una empresa española dedicada al transporte y mudanzas. Fue fundada en 1905 en Madrid, España. Actualmente cuenta con franquicias en Madrid, Sevilla, Barcelona, Zaragoza, Salamanca, Málaga, Tenerife y otras ciudades españolas.
Fue un precursor en el uso del sistema TECO (Express Container Train) en España.

## Historia
Fue fundada en 1905 por Antonio Gil. Comenzó como un repositorio de muebles en un pequeño almacén, ubicado en el barrio de Ventas en Madrid, España.
En 1902 (fecha a revisar, la dictadura fue de 1923 a 1929)), la Dictadura de Primo de Rivera reformó la ley para promover la vivienda asequible, por lo que se construyeron muchas colonias en las afueras de las ciudades españolas, multiplicando las mudanzas y en consecuencia los servicios de la empresa. Durante la Guerra Civil, las actividades de Gil Stauffer se redujeron considerablemente debido al acceso a varios camiones y la incorporación de conductores a las filas del régimen militar. Cuando terminó la guerra en 1939 con la victoria del general Francisco Franco, se devolvió la misma cantidad de camiones utilizados por el régimen.
Se creó progresivamente sucursales en las principales ciudades españolas hasta que se crea una red comercial que cubría la península, las Canarias y las Islas Baleares.  Durante este período, también se desarrollaron secciones sobre embalaje industrial, transporte aéreo, almacenamiento y distribución de mercancías, transporte de obras de arte, etc.
Posteriormente se amplió al transporte internacional. Fue un precursor en el uso del sistema TECO (Express Container Train).

### Años 1990. Venta de Gil Stauffer
La empresa fue vendida a un grupo financiero que estableció el sistema de franquicias en el año de 1993, pasando los directores de sucursales a ser propietarios de su propia franquicia de zona.